# Центральний банк Аргентинської Республіки
Центральний банк Аргентинської Республіки (ісп. Banco Central de la República Argentina, BCRA) був заснований 28 травня 1935 року у формі акціонерного товариства. У 1946 році банк було націоналізовано. До його функцій входить регулювання і контроль за банківською та кредитною системою держави, системою обміну іноземних валют і випуском грошових знаків.

## Директори банку
|    | Директор банку           | Термін повноважень                | Президент (в дужках — термін повноважень) |
| -- | ------------------------ | --------------------------------- | --- |
| 1  | Ернесто Боск             | 31 травня 1935 — 18 вересня 1945  | Іполіто Ірігоєн (12 жовтня 1928 — 6 вересня 1930) Хосе Фелікс Урібуру (6 вересня 1930 — 19 лютого 1932) Агустін Педро Хусто (20 лютого 1932 — 19 лютого 1938) Роберто Ортіс (20 лютого 1938 — 26 червня 1942) Рамон Кастільйо (27 червня 1942 — 4 червня 1943) Артуро Росон (4 червня 1943 — 6 червня 1943) Педро Пабло Рамірес (7 червня 1943 — 23 лютого 1944) Едельміро Хуліан Фаррелл (24 лютого 1944 — 3 червня 1946) |
| 2  | Вісенте Касарес          | 24 вересня 1945 — 6 грудня 1945   | Едельміро Хуліан Фаррелл (24 лютого 1944 — 3 червня 1946) |
| 3  | Еміліо Карденас          | 6 грудня 1945 — 25 березня 1946   | Едельміро Хуліан Фаррелл (24 лютого 1944 — 3 червня 1946) |
| 4  | Мікель Міранда           | 25 березня 1946 — 17 липня 1947   | Едельміро Хуліан Фаррелл (24 лютого 1944 — 3 червня 1946) Хуан Домінго Перон (4 червня 1946 — 3 червня 1952) (4 червня 1952 — 21 вересня 1955) |
| 5  | Домінго Марогліо         | 17 липня 1947 — 19 січня 1949     | Хуан Домінго Перон (4 червня 1946 — 3 червня 1952) (4 червня 1952 — 21 вересня 1955) |
| 6  | Альфредо Гомес Моралес   | 19 січня 1949 — 3 червня 1952     | Хуан Домінго Перон (4 червня 1946 — 3 червня 1952) (4 червня 1952 — 21 вересня 1955) |
| 7  | Мігель Ревестідо         | 4 червня 1952 — 16 вересня 1955   | Хуан Домінго Перон (4 червня 1946 — 3 червня 1952) (4 червня 1952 — 21 вересня 1955) |
| 8  | Еухеніо Фолсіні          | 24 вересня — 10 жовтня 1955       | Едуардо Лонарді (23 вересня 1955 — 12 листопада 1955) |
| 9  | Хуліо Алісон Гарсіа      | 10 жовтня 1955 — 8 червня 1956    | Едуардо Лонарді (23 вересня 1955 — 12 листопада 1955) Педро Еухеніо Арамбуру (13 листопада 1955 — 30 квітня 1958) |
| 10 | Еухеніо Бланко           | 8 червня 1956 — 13 серпня 1956    | Педро Еухеніо Арамбуру (13 листопада 1955 — 30 квітня 1958) |
| 11 | Едуардо Лауренсена       | 13 серпня 1956 — 15 травня 1958   | Педро Еухеніо Арамбуру (13 листопада 1955 — 30 квітня 1958) Артуро Фрондісі (1 травня 1958 — 28 березня 1962) |
| 12 | Хосе Масар Барнет        | 15 травня 1958 — 31 липня 1959    | Артуро Фрондісі (1 травня 1958 — 28 березня 1962) |
| 13 | Еусебіо Кампос           | 3 серпня 1959 — 28 січня 1960     | Артуро Фрондісі (1 травня 1958 — 28 березня 1962) |
| 14 | Еустакіо Мендес Делфіно  | 28 січня 1960 — 31 травня 1962    | Артуро Фрондісі (1 травня 1958 — 28 березня 1962) Хосе Марія Гідо (29 березня 1962 — 11 жовтня 1963) |
| 15 | Рікардо Пасман           | 31 травня 1962 — 10 грудня 1962   | Хосе Марія Гідо (29 березня 1962 — 11 жовтня 1963) |
| 16 | Луїс Отеро Монсегур      | 10 грудня 1962 — 17 жовтня 1963   | Хосе Марія Гідо (29 березня 1962 — 11 жовтня 1963) Артуро Умберто Ільїя (12 жовтня 1963 — 28 червня 1966) |
| 17 | Фелікс Елісалде          | 17 жовтня 1963 — 30 червня 1966   | Артуро Умберто Ільїя (12 жовтня 1963 — 28 червня 1966) Хуан Карлос Онганіа (29 червня 1966 — 8 червня 1970) |
|    |                          |                                   | |
|    |                          |                                   | |
|    |                          |                                   | |
|    |                          |                                   | |
|    |                          |                                   | |
|    |                          |                                   | |
|    |                          |                                   | |
| 55 | Мартін Редрадо           | 24 вересня 2004 — 22 січня 2010   | Нестор Кіршнер (25 травня 2003 — 10 грудня 2007) Крістіна Фернандес де Кіршнер (10 грудня 2007 — 9 грудня 2015) |
| 56 | Мерседес Марко дель Понт | 23 січня 2010 — 18 листопада 2013 | Крістіна Фернандес де Кіршнер (10 грудня 2007 — 9 грудня 2015) |
| 57 | Хуан Карлос Фабрега      | 19 листопада 2013 — 1 жовтня 2014 | Крістіна Фернандес де Кіршнер (10 грудня 2007 — 9 грудня 2015) |
| 58 | Алехандро Ванолі         | 2 жовтня 2014 — 9 грудня 2015     | Крістіна Фернандес де Кіршнер (10 грудня 2007 — 9 грудня 2015) |
| 59 | Федеріко Штурценеггер    | 10 грудня 2015 — 2018             | Маурісіо Макрі (10 грудня 2015 — 2019) |
| 60 | Луїс Капуто              | 2018 - 2018                       | Маурісіо Макрі (10 грудня 2015 — 2019) |
| 61 | Гвідо Сандлеріс          | 2018-2019                         | Маурісіо Макрі (10 грудня 2015 — 2019) |
| 62 | Мігель Анхель Пеше       | 2019-2023                         | Альберто Фернандес (2019-2023) |
| 63 | Сантьяго Баусілі         | 2023-                             | Хав'єр Мілей (2023-) |